# Choirokoitía (ort)
Choirokoitía är en ort i Cypern.   Den ligger i distriktet Eparchía Lárnakas, i den sydöstra delen av landet, 40 km söder om huvudstaden Nicosia. Choirokoitía ligger 214 meter över havet och antalet invånare är 531. Den ligger på ön Cypern.
Terrängen runt Choirokoitía är kuperad åt nordväst, men åt sydost är den platt. Närmaste större samhälle är Kórnos, 15,1 km norr om Choirokoitía. Trakten runt Choirokoitía består till största delen av jordbruksmark.